# Elementarreaktion
Eine Elementarreaktion ist in der Chemie ein einzelner, nicht weiter unterteilbarer Schritt in einem Reaktionsmechanismus. Das heißt, Elementarreaktionen sind zeitlich aufeinander folgende Teilreaktionen, die zusammen die Gesamtreaktion bilden. Die Molekularität beschreibt die Anzahl der hierbei reagierenden Teilchen und ist nicht gleichzusetzen mit der Reaktionsordnung, einer empirischen Größe.
Die Elementarreaktionen, aus denen sich alle Reaktionsmechanismen zusammensetzen, sind:
- die unimolekulare Reaktion eines Edukts: {\displaystyle {\text{A}}\rightarrow \dots }
- die bimolekularen Reaktionen von A mit einem anderen Stoßpartner B, der mit A identisch sein kann: {\displaystyle {\text{A}}+{\text{B}}\rightarrow \dots } oder {\displaystyle {\text{A}}+{\text{A}}\rightarrow \dots }
- Stöße von drei Partnern sind so extrem selten, dass Elementarreaktionen mit drei Partnern nicht vorkommen.[2]

Der Begriff „Elementarreaktion“ sollte nicht mit einer „Reaktion von chemischen Elementen“ verwechselt werden.